# Filmové a televizní ceny MTV 2019
Vyhlášení amerických filmových a televizních cen MTV 2019 se konalo 15. června 2019 na letišti v Santa Monice v Kalifornii. Ceremoniál nebyl vysílán živě. Vysílal se dne 17. června 2019 na stanici MTV. Jedná se o 28. ročník předávání ocenění pro filmy a třetí ročník předávání ocenění i pro seriály. Večerem provázel herec Zachary Levi.

## Moderátoři a vystupující

### Moderátoři
- Zachary Levi

### Hudební vystoupení
- Lizzo – „Juice“
- Bazzi – „Paradise“

## Vítězové a nominovaní
Vítězové jsou označeni tučně.
| Film roku | Seriál roku |
| --- | --- |
| Avengers: Endgame - BlacKkKlansman - Spider-Man: Paralelní světy - Všem klukům, které jsem milovala - My | Hra o trůny - Big Mouth - The Haunting - Riverdale - Městečko Schitt's Creek |
| Nejlepší herecký výkon ve filmu | Nejlepší herecký výkon v seriálu |
| Lady Gaga – Zrodila se hvězda - Sandra Bullock – V pasti - Lupita Nyong'o – My - Rami Malek – Bohemian Rhapsody - Amandla Stenberg – Nenávist, kterou jsi probudil | Elisabeth Mossová – Příběh služebnice - Emilia Clarkeová – Hra o trůny - Gina Rodriguez – Jane the Virgin - Kiernan Shipka – Sabrinina děsivá dobrodružství |
| Nejlepší komediální vystoupení | Nejlepší hrdina |
| Dan Levy – Městečko Schitt's Creek - Awkwafina – Šíleně bohatí Asiati - John Mulaney – Big Mouth - Marsai Martin – Little - Zachary Levi – Shazam! | Robert Downey Jr. – Avengers: Endgame - Brie Larson – Captain Marvel - John David Washington – BlacKkKlansman - Maisie Williamsová – Hra o trůny - Zachary Levi – Shazam!                                                                                       |
| Nejlepší polibek | Nejlepší zloduch |
| Noah Centineo a Lana Condor – Všem klukům, které jsem milovala - Jason Momoa a Amber Heardová – Aquaman - Charles Melton a Camila Mendes – Riverdale - Ncuti Gatwa a Connor Swindells – Sexuální výchova - Tom Hardy a Michelle Williamsová – Venom                                                    | Josh Brolin – Avengers: Endgame - Penn Badgley – Ty - Jodie Comer – Na mušce - Joseph Fiennes – Příběh služebnice - Lupita Nyong'o – My |
| Nejstrašidelnější výkon | Nejlepší reality show |
| Sandra Bullock – V pasti - Linda Cardellini – La Llorona: Prokletá žena - Rhian Rees – Halloween - Victoria Pedretti – The Haunting - Alex Wolff – Děsivé dědictví | Love & Hip Hop: Atlanta - Jersey Shore: Rodinná dovolen - The Bachelor - The Challenge - Vanderpump Rules |
| Nejlepší dokument | Nejlepší souboj |
| Surviving R. Kelly - Cena zlata: Odhalení skandálu americké gymnastiky - McQueen - Nerovná jízda - RBG | Brie Larson vs. Gemma Chan – Captain Marvel - Josh Brolin vs. Chris Evans – Avengers: Endgame - Maisie Williamsová vs. Bílí pěšáci – Hra o trůny - Ruth Bader Ginsburg vs. nerovnost – RBG - Becky Lynch vs. Ronda Rousey vs. Charlotte Flair – WrestleMania 35 |
| Nejlepší moderátor | Objev roku |
| Nick Cannon – Nick Cannon Presents Wild 'N Out - Gayle King – CBS This Morning - Trevor Noah – The Daily Show - Nick Cannon – The Masked Singer - RuPaul – RuPaul's Drag Race | Noah Centineo – Všem klukům, které jsem milovala - Awkwafina – Šíleně bohatí Asiati - Ncuti Gatwa – Sexuální výchova - Haley Lu Richardson – Five Feet Apart - MJ Rodriguez – Pose                                                                              |
| Největší opravdový superhrdina | Nejlepší meme moment |
| Ruth Bader Ginsburg – RBG - Alex Honnold – Free Solo - Hannah Gadsby – Nanette - Roman Reigns – WWE SmackDown - Serena Williams – Being Serena | The Bachelor – Colton Underwood a jeho skok přes plot - Lindsay Lohan's Beach Club – LiLo taneček - Love & Hip Hop: Hollywood – Ray Jův klobou - RBG – RBG - RuPaul's Drag Race – Asia O'Hara finále                                                            |
| Nejlepší hudební moment | |
| „Shallow“ – Zrodila se hvězda - Live Aid – Bohemian Rhapsody - „Just a Girl“ – Captain Marvel - „Masquerade“ – Sabrinina děsivá dobrodružství - „Look at That Butt“ – Drsná čtvrť - „Seventeen“ – Riverdale - „Sunflower“ – Spider-Man: Paralelní světy - „I Think We're Alone Now“ – Umbrella Academy | |

### MTV Generation Award
- Dwayne Johnson

### MTV Trailblazer Award
- Jada Pinkett Smith